# گورستان پلنگ گرد
قبرستان پلنگ گرد مربوط به دوران‌های تاریخی پس از اسلام است و در شهرستان اسلام‌آباد غرب، بخش حمیل، دهستان حمیل، روستای پلنگ گرد واقع شده و این اثر در تاریخ ۱۴ اسفند ۱۳۸۵ با شمارهٔ ثبت ۱۷۸۳۶ به‌عنوان یکی از آثار ملی ایران به ثبت رسیده است.